# Підсніжник (Житомирська область)
Підсні́жник — ботанічний заказник місцевого значення в Україні. Об'єкт природно-заповідного фонду Житомирської області. 
Розташований на території Звягельського району Житомирської області, на південь від села Берестівка. 
Площа 287 га. Статус надано згідно з рішенням 21 сесії облради від 13.11.2009 року № 949. Перебуває у віданні ДП «Баранівське ЛМГ» (Зеремлянське л-во, кв. 27, 28, кв. 45, 46). 
Статус надано для збереження частини лісового масиву з вільхово-дубовими насадженнями. Зростають види, занесені до Червоної книги України, а саме: підсніжник білосніжний, гніздівка звичайна, любка зеленоквіткова, коручка морозникоподібна.